# Piove di Sacco
Piove di Sacco (Piove in veneto) è un comune italiano di 20 267 abitanti ed è il centro dell'area sud-orientale della provincia di Padova, in Veneto, che da esso prende il nome di Saccisica.

## Storia

### Dall'antichità al Medioevo
Il territorio di Piove di Sacco era abitato probabilmente già in età paleoveneta e divenne sotto i romani un importante nodo stradale e fluviale. Infatti per Plebs Sacci passavano la Via Popilia-Annia e i fiumi Bacchiglione e Brenta. In epoca longobarda la città divenne sede di un'arimannia, nell'VIII secolo passò sotto il dominio dei carolingi per diventare poi, grazie alla donazione di Berengario I al vescovo Pietro dell'897, territorio del vescovado di Padova, periodo in cui venne fortificata con i terrapieni i quali caratterizzano ancor oggi l'aspetto a forma di quadrilatero. Nel '300 divenne appannaggio dei signori di Padova, i Carraresi, i quali completarono le fortificazioni con la costruzione di torrioni alle porte di accesso, ma mantenendo comunque l'impianto originario a forma di rettangolo.

### 1405 - 1797: Il periodo veneziano
Il 3 gennaio 1405 Francesco Zabarella offre al doge Michele Sten la bandiera, il sigillo e le chiavi della città di Padova: da questa data ha termine la Signoria Carrarese e inizia la dominazione della Repubblica Serenissima su tutto il territorio padovano che durerà per 4 secoli, fino al 1797. La città di Piove di Sacco si trova in condizioni disastrose a causa delle alluvioni, delle epidemie e dei saccheggi. All'inizio del XVI secolo altri lutti e miserie si verificarono tra le popolazioni della campagna a causa della guerra della Lega di Cambrai che, dopo fasi alterne, vede la vittoria di Venezia nel 1513. Durante questo conflitto Piove di Sacco fu saccheggiata e devastata. Tornata la normalità, i Veneziani cominciarono ad acquistare grandi fondi agricoli nel territorio padovano e verso la metà del Cinquecento iniziarono le prime operazioni di bonifica dei terreni paludosi. Si formarono i "Consorzi delle sette prese" e il Piovese fu conglobato nella "Sesta presa" che si estendeva su 60.000 ettari di territorio. Agli inizi del Seicento, Piove di Sacco finalmente ottenne dal Senato Veneziano il permesso di realizzare una Botte sifone a Conche e in un secondo momento a Corte, le quali avevano la funzione di far affluire le acque di bonifica nella laguna. Anche il centro del paese si ingrandisce e cambia con la costruzione dei principali edifici pubblici; attorno a questi sorsero eleganti costruzioni abitate dalla ricca borghesia. Nel 1591 fu posto in piazza un basamento in marmo che era destinato a sostenere lo stendardo del Comune nei giorni di festa. Il diciassette novembre 1491 il Doge concesse di istituire il Monte di Pietà. Fino al quel tempo lo avevano gestito gli ebrei ma d'ora in poi lo avrebbero fatto i frati. Pochi mesi dopo l'inaugurazione avvenne anche a Piove. Per questo il Consiglio della Comunità decise di creare una sede dove depositare i beni del Monte e i libri della contabilità. Ogni anno si eleggevano otto Conservatori del Monte e il loro compito era quello di "conservare" le chiavi della cassa e indurre la persone a donare offerte. Il Massaro (altro funzionario), veniva nominato dal Podestà e prestava il denaro alla gente in cambio dei pegni (oggetti di valore). Nel 1801 a causa di una gravissima crisi finanziaria, il capitale si svalutò. Il Monte venne chiuso e fu soppresso definitivamente nella seconda metà del XIX secolo. Durante la dominazione veneziana i traffici si effettuavano tramite corsi d'acqua, viste le condizioni delle strade. Nel 1483 venne istituito il traghetto che collegava Piove con Venezia. I ‘'Burchi'’, i traghetti per Venezia partivano dopo la messa al Duomo e chi doveva trasportare merci, doveva portarle il giorno prima a Corte per l'attracco. Nel 1721 venne aperto il canale che congiungeva Corte a Lova e ai barcaioli di Piove veniva dato il permesso di navigarlo. Nel periodo di dominio veneziano, Piove di Sacco era il centro della Podesteria che comprendeva il territorio della Saccisica. Il Podestà era colui che governava il castello e le ville che facevano parte della Podestaria di Piove di Sacco. Era dovere del Podestà vigilare sugli affari e sulle cose pubbliche facendo applicare le leggi di Venezia; per questo era scelto dalla Repubblica di San Marco tra i suoi più prestigiosi patrizi. Quanto detto vale per il territorio della Podesteria, cioè dell'intera Saccisica, mentre il castello (il centro) di Piove di Sacco era governato dal Consiglio Generale della comunità, formato da tutti i capifamiglia che avevano il compito di eleggere annualmente il Sindaco, il Canipario, i Consoli, i Consiglieri e altri pubblici ufficiali. Il Sindaco rappresentava la comunità di fronte a qualsiasi persona, comune e luogo dove si trovasse, aveva inoltre poteri amministrativi e di nomina di giudici e notai. Nei quattro secoli di dominazione veneziana il problema più sentito dalla popolazione fu la peste, che inferì più volte apportando lutti e miserie. La peste del 1576 fu a lungo ricordata per le moltissime vittime che provocò nel Padovano. Ben più grave fu la peste del 1631 in cui nella sola Padova persero la vita ben diciottomila persone. Quando anche a Piove la peste cominciò a colpire puntualmente la cittadinanza, fu deciso di fare una processione fino alla chiesa di S. Rocco. La peste continuò crudele a fare vittime su vittime. Il registro mortuario di Piove registrò ben 362 decessi in tre anni di peste. Il 26 aprile 1631 Consiglio della Comunità decise di chiedere aiuto alla Madonna, e il 6 maggio ci fu la processione verso la chiesa della Madonna delle Grazie: ancora oggi si ricorda e si ringrazia la Madonna con la solenne processione del 6 maggio.

### 1797 - 1866: L'Occupazione francese e il dominio austriaco
Il tempo trascorre nei secoli XVII e XVIII senza grandi eventi. Va registrato tuttavia un lungo ed inesorabile scivolamento di Venezia che trascinò nella sua decadenza tutti i territori del proprio dominio. Nel 1797, infatti, la Repubblica di Venezia viene invasa dagli eserciti di Napoleone Bonaparte. Così dopo quattro secoli di dominazione veneziana i francesi e gli austriaci si avvicendarono il potere. In questo periodo di passaggio da un dominio all'altro, ci fu una crisi economica generalmente dovuta alle continue guerre e ai danni causati dai saccheggi delle truppe. A questa situazione si aggiunsero altre calamità come siccità, alluvioni, diffusione del vaiolo, che andarono a peggiorare ulteriormente le condizioni di vita di quel tempo. Durante l'occupazione francese il territorio fu diviso in dipartimenti e Piove di Sacco andò a far parte di quello "della Brenta". Vengono sistemati gli argini del Bacchiglione e si procede alle rettificazioni del corso del Brenta.
Viene formato il catasto napoleonico, con cui si cominciarono a rilevare i valori delle terre. Nel 1810 venne soppressa la Collegiata di Piove; la parrocchia fu privata di tutti i beni terrieri che possedeva e la borghesia si affrettò ad acquistare le terre della chiesa messe all'asta. Nel 1813 finì il dominio dei Francesi al quale subentrò quello degli Austriaci sancito dal Congresso di Vienna nel 1815. Iniziava un periodo di trasformazioni che avevano lo scopo di risanare, riorganizzare, e riordinare l'ambiente. Per primo fu iniziato lo scavo di un canale che da Stra giungeva fino a Corte, poi si dovette sistemare la rete stradale, utilizzando i materiali ricavati dalla demolizione della Torre Rossi (1820) e della Torre Panico (1827). Tra il 1820 e il 1833 il centro di Piove cambiava aspetto; nelle campagne venivano intraprese le bonifiche che diedero lavoro a molti disoccupati. Dopo la prima guerra d'indipendenza nel 1848, al ritorno degli Austriaci, ci fu un episodio violento: cinque uomini furono fucilati a Piove con l'accusa di aver partecipato all'insurrezione. Il governo asburgico impose alla popolazione nuove tasse; nelle campagne si verificò un periodo di carestia, ci fu la pellagra e una nuova epidemia di colera.

### 1866-1945: nel regno d'Italia
Nel luglio del 1866 (terza guerra d'indipendenza) si compì l'annessione al Regno d'Italia e con questa il Veneto dovette cambiare il suo aspetto sociale, economico e amministrativo. Nella mentalità borghese entrò una certa diffidenza e indifferenza nei confronti della Chiesa e delle religioni; i contadini ebbero più difficoltà nel trovare lavoro; i braccianti spesso non avevano casa e cibo, perciò in estate cercavano lavoro di mietitura e trebbiatura, mentre nei mesi invernali e primaverili facevano i manovali per i lavori di sterro e canalizzazione dei dintorni. A causa delle durissime condizioni di vita della popolazione, nell'Ottocento si ebbe un aumento di furti: legna, fieno, frutti, animali da cortile. La vita media dei contadini nel 1876 era calcolata sui trent'anni, era altissima la mortalità infantile, imperversavano malattie come la malaria, la pellagra e la tubercolosi. Molti tentarono la via dell'emigrazione, soprattutto transoceanica: nel 1888 lasciarono il Piovese 1548 persone che andarono verso il Brasile e l'Argentina. Nel 1890 fu costruita la linea ferroviaria Piove di Sacco-Padova per cercare di dare uno stimolo alle attività economiche. Verso la fine del secolo si fece strada l'idea di sistemare ancora una volta il Duomo. Durante la sua storia il Duomo aveva avuto alcune modifiche e ampliamenti; a quel tempo era di stile romanico-lombardo ma si presentava ormai cadente. Fu così che il 23 marzo 1893 l'arciprete Coin annunciò di voler abbattere la chiesa e di procedere ai lavori di ricostruzione contando sull'aiuto della popolazione. Il progetto fu assegnato all'ingegner Francesco Gasparini. La chiesa fu terminata nel 1908. In quel periodo furono abbattuti alcuni edifici ed altri furono rinnovati, tanto che scomparvero quasi del tutto le radici antiche della cittadina. Nel 1904 ci fu uno sciopero generale contro le scelte economiche del governo, a questo sciopero aderirono anche i cattolici; nel 1908 nacque "La Difesa del Popolo", che ebbe larga diffusione anche nel Piovese. Nel 1915 l'Italia entrò nella prima guerra mondiale. In questo periodo ci fu un impoverimento generale che colpì anche le nostre zone, tanto che nello stesso anno a Piove cinquemila disoccupati occuparono il Municipio. Il paese versò il suo tributo di vite umane al conflitto: i nomi dei caduti piovesi furono scolpiti sulle lapidi del palazzo Comunale. La situazione del primo dopoguerra si presentò subito gravissima da un punto di vista economico sociale. In questo contesto di disoccupazione, di povertà e di disagio si fece strada il Fascismo. Nel 1921 la sezione del fascio di Piove di Sacco venne fondata tra le prime in provincia di Padova. Il fascismo si diffuse rapidamente, in pochi mesi. Soppresso il pericolo dei comunisti, tutte le associazioni antifasciste dovettero chiudere. A seguito della marcia su Roma (1922) il partito Fascista conquistò il potere. Dopo un iniziale periodo di smarrimento il fascismo visse gli anni del "consenso" per le opere pubbliche e assistenziali che furono realizzate. Il suo fallimento fu nella seconda guerra mondiale e la Saccisica diventò il centro d'azione di diverse brigate partigiane: il nucleo "Marziano", la brigata "Maurizio Martello", una compagnia detta "Guido Negri" più sviluppata a Sant'Angelo, la "Garibaldi" a Bojon e in altre zone.

### Dal dopoguerra ad oggi
Nel dopoguerra la popolazione visse ancora un periodo di grosse difficoltà e ristrettezze economiche, ma seppe reagire con operosità e iniziativa. Negli anni sessanta cominciò a cambiare tutto, dall'agricoltura all'industria, con sviluppo e modernizzazione sempre più accelerati. La campagna fu in parte abbandonata, ma chi rimase introdusse colture specializzate e più remunerative; nelle frazioni della cintura urbana iniziarono a sorgere le prime zone industriali. La Saccisica è diventata un'importante area di insediamenti industriali e di attività commerciali e artigianali, ma esiste ancora un certo legame con le tradizioni contadine.

### Simboli
Il simbolo araldico della Comunità dei Piovesi è il sigillum medioevale del san Martino a cavallo che dona parte del proprio mantello ad un povero. Tale simbolo è presente nei documenti basso-medioevali riportati anche dal Pinton nel Codice Diplomatico Saccense. Martino era un soldato romano e il suo mantello apparteneva all'esercito per cui, secondo alcuni storici, non poteva essere dato tutto al mendicante pena ritorsioni disciplinari.
L'antico stemma venne abolito nel 1797 ad opera dei rivoluzionari francesi e sostituito con le tre melagrane che erano state l'emblema del podestà di Piove dal 1546, il patrizio veneziano Michele Battaglia, e che si possono veder rappresentate nella torre Carrarese; questo simbolo venne  adottato ufficialmente dal Comune nel 1844 e successivamente riconosciuto con D.C.G. del 24 febbraio 1938:
L'antica arma con San Martino venne ripresa e riconosciuta il D.P.C.M. del 19 gennaio 1953 con ornamenti esteriori da Comune. In data 26 agosto 1959 fu conferito a Piove di Sacco il titolo di Città.
Il gonfalone concesso con regio decreto del 12 maggio 1942 è un drappo di bianco bordato di rosso, ma il Comune ha in uso un gonfalone completamente bianco.

## Monumenti e luoghi d'interesse
Piove di Sacco vanta numerose bellezze architettoniche, primo su tutti possiamo citare la Torre Carrarese, o torre maggiore, l'ultimo resto delle fortificazioni costruite in epoca carrarese, sopra la quale è stata sovrapposta la cella campanaria del vicino duomo dedicato a san Martino. Molto importante è anche lo stesso duomo, la cui fondazione si fa risalire al secolo X, successivamente ricostruito nel 1090-1100, e poi ancora nel 1403, e fu rifatto in forme neoromaniche e neogotiche su progetto dell'ingegner Francesco Gasparini tra il 1893 e il 1903. Molte opere importanti ornano l'interno del duomo, una di queste è la pala della Madonna del Carmelo di Giambattista Tiepolo, poi troviamo l'altare del Santissimo Sacramento, opera di Jacopo Sansovino datata circa 1554. In sagrestia è collocata un altro quadro di Giambattista Tiepolo San Francesco da Paola. Nella vicina piazza Matteotti si trova il palazzo municipale costruito su progetto di Giuseppe Jappelli nel 1818 al posto del precedente palazzo comunale di origine medievale. Un altro edificio artisticamente interessante è il santuario della Madonna delle Grazie che si trova a circa un chilometro dal centro lungo il fiume Fiumicello.

### Architetture religiose

#### Torre Carrarese

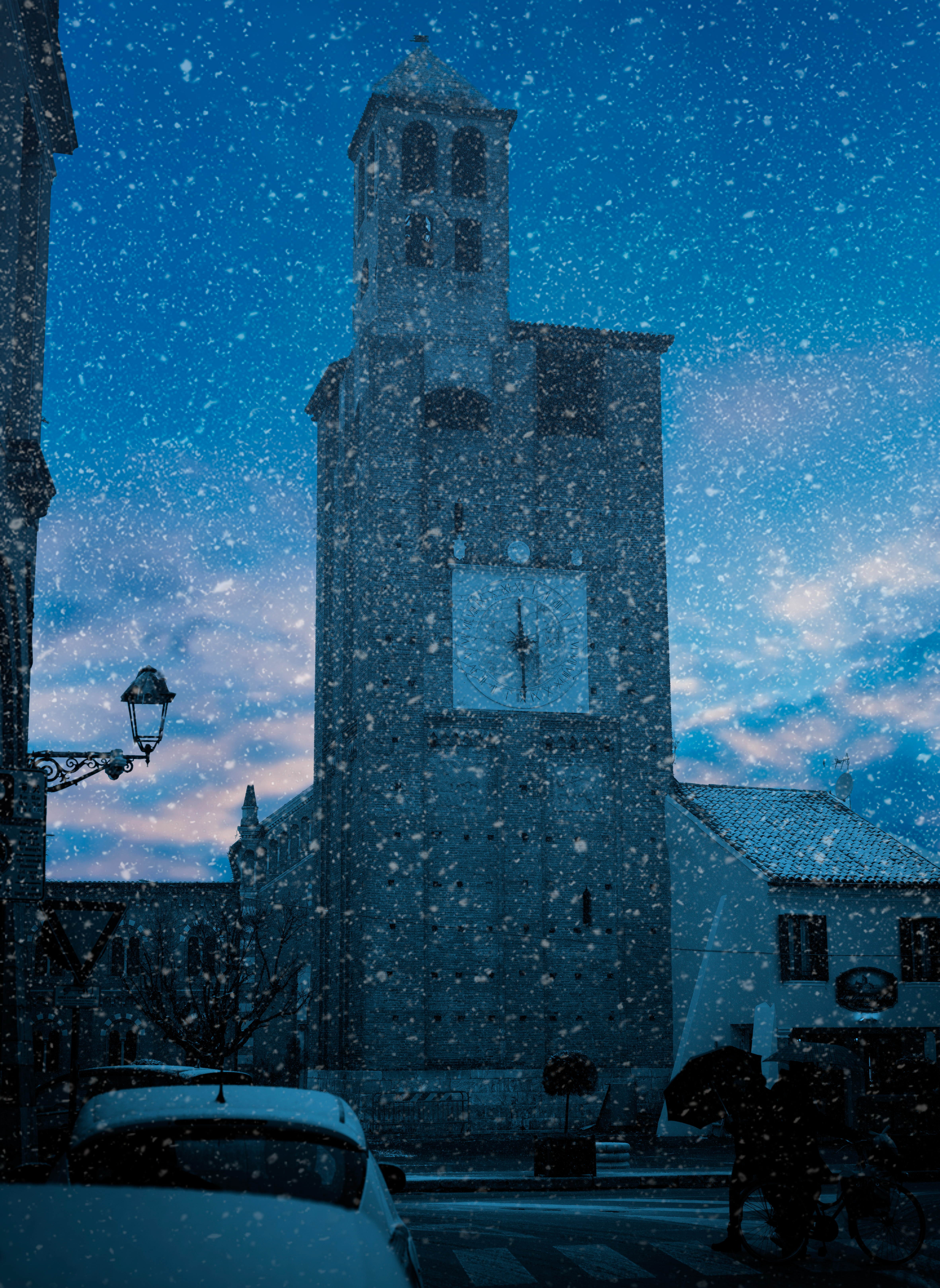
Torre Carrarese vista da Piazza Incoronata

Il torrione in mattoni è costruito su un alto zoccolo in pietra. La quasi totale mancanza di fori e di elementi decorativi gli conferiscono un aspetto severo che denuncia la sua originaria funzione difensiva. L'omogeneità delle pareti in cotto è interrotta sul lato verso piazza Incoronata dalla presenza di bassorilievi in pietra: in alto una serie di tre, solo vagamente riconoscibili, che rappresentano san Martino che dona il mantello al povero, lo stemma con il Leone di San Marco (la Serenissima dominò queste terre dal 1405 al 1797) e lo stemma di uno dei Podestà di Piove.
La fortificazione di Piove di Sacco ebbe inizio per opera del Vescovo Gauslino, conte di Piove nella seconda metà del X secolo; si trattava di un sistema difensivo che sfruttava la caratteristica ricchezza d'acqua della zona: un doppio vallo, solcato dalle acque del Fiumicello e probabilmente arricchito da torresini. Successivamente Francesco da Carrara rese più profonde le fosse e più alti i terrapieni e fece costruire le quattro torri (due delle quali nel 1359, le altre poco più tardi). Tre erano poste a triangolo a difesa delle porte d'accesso alla città: la Torre Rossi fiancheggiava la porta San Nicolò verso Venezia e la torre Carrarese la porta San Martino verso Padova (situata dove si trova oggi la stazione delle corriere). Di tutto questo complesso difensivo rimane il mastio del Castello, oggi adattato a campanile, appellato Torre Carrarese e considerata dalla cittadinanza un emblema della Comunità.

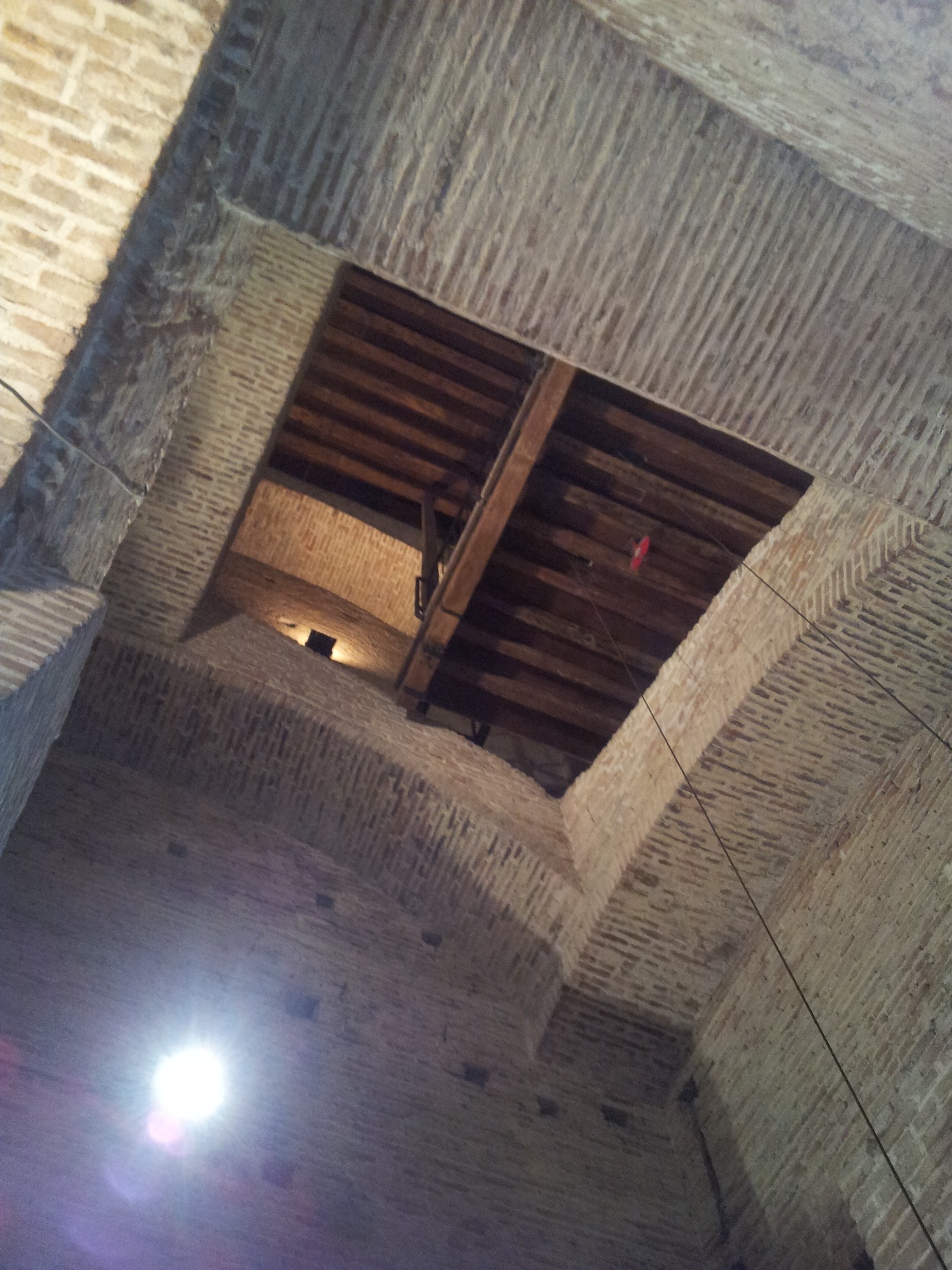
Interno della Torre Carrarese

#### Duomo
La chiesa arcipretale ha subito vari mutamenti dal Quattrocento in poi, fino al radicale rinnovamento del secolo scorso progettato dall'ingegnere Francesco Gasparini che prolungò l'edificio e ne invertì l'orientamento, allargandolo con le due navate laterali e conferendogli una più accentuata verticalità. I lavori iniziati nel 1893 furono completati nel dicembre del 1903 per la parte muraria e nel 1908 con l'incardinamento della porta maggiore. Nel frattempo, con una bolla del 9 maggio 1901, papa Leone XIII l'aveva elevata ad abbaziale. San Martino è raffigurato nel duomo di Piove di Sacco, intitolato al vescovo di Tours, in un dipinto collocato nel presbiterio ed eseguito nel 1532 da Giovanni Pietro Silvio. Il santo è ritratto seduto in trono e affiancato dagli apostoli Pietro e Paolo. La pala riprende lo schema cinquecentesco della sacra conversazione: i personaggi sono riuniti all'interno di una struttura architettonica di cui si intravedono le colonne, aperta sul paesaggio circostante. Nella parete destra della navata si può ammirare la bella pala d'altare, in cui spiccano il rosso del vestito e il blu cobalto del mantello della Vergine, raffigurante la Madonna del Carmine con Gesù bambino tra santa Caterina d'Alessandria e san Michele arcangelo. L'opera fu eseguita da Giambattista Tiepolo tra 1737 e 1738 per la confraternita del Carmine che la collocò sul proprio altare. Alla chiusura della confraternita, la tela venne rimossa, sostituita con una scultura raffigurante la Pietà e custodita nella soffitta della canonica fino al 1896. In quello stesso anno la tela venne restaurata e riportata sull'altare della Madonna del Carmine, dove tuttora si trova. È stata oggetto di restauro anche nel 1960 e nel 1995. In sacrestia è conservato un gruppo scultoreo in legno intagliato riferibile a bottega padovana del Cinquecento. Raffigura la Cena in Emmaus.
Nel mese di ottobre del 2015 sono stati rinvenuti in tre altari minori diciotto reliquiari risalenti al XVII secolo in legno e vetro contenenti frammenti di osso di san Fermo, san Pio, san Costantino e di altri santi non ancora identificati.

#### Santuario Madonna delle Grazie

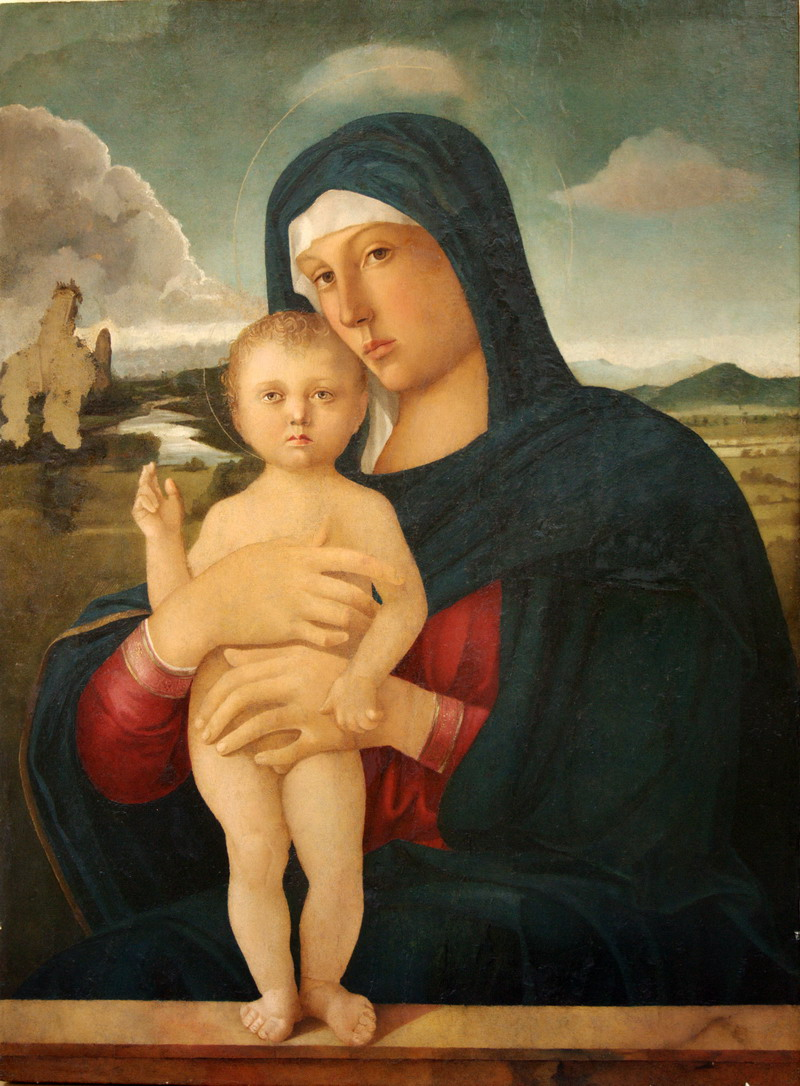
Madonna col Bambino, di Giovanni Bellini, 1478, Santuario Madonna delle Grazie

Usciti dal tracciato del centro storico, alla fine di un viale alberato che fiancheggia il Fiumicello, si raggiunge il sito in cui sorge il santuario della “Madonna delle Grazie”. La chiesa all'esterno si presenta con due stili molto diversi: la parte absidale, le pareti laterali, come anche il campanile sono in cotto, con arcatelle pensili di gusto ancora medievaleggiante; in marmo e ben più lavorata è la facciata con l'affresco dell'Immacolata aggiunta in tempi più recenti (1861) su progetto dell'architetto Giovanni Battista Tessari che ha modificato la fisionomia della facciata originaria semplice e pulita e fornita di pronao (elemento presente anche nella facciata attuale). Nel luogo dove oggi sorge il Santuario aveva sede, probabilmente da tempi molto antichi, un piccolo monastero di francescani con annesso un oratorio. La costruzione della chiesa attuale e del convento, oggi distrutto, iniziò nel 1484 e nel 1489 non era ancora completata. La tradizione vuole l'origine di questo complesso legata ad un avvenimento miracoloso tramandato dalla tradizione popolare, narrato in alcune opere di storia ecclesiastica cinquecentesche e descritto in un quadro secentesco (1696) conservato all'interno della chiesa stessa. I due fratelli Sanguinazzi, alla morte dei genitori si erano divisi l'eredità trovando accordo su tutto, ma quando dovettero decidere a chi spettasse un'immagine della Vergine col Bambino di singolare bellezza e alla quale erano particolarmente legati giunsero al punto di sfidarsi a duello; proprio mentre si accingevano allo scontro un bambino di un anno che assisteva alla scena in braccio alla madre parlò e disse: “Fermatevi da parte di Dio”. E li esortò affinché portassero l'oggetto della contesa in una cappella poco fuori dal Castello di Piove. I fratelli obbedirono e l'immagine sacra fu esposta alla pubblica adorazione. La Vergine fu subito fonte di numerosi miracoli attirando un grande numero di devoti; si decise pertanto di costruire con le offerte dei fedeli, su un terreno donato dagli stessi fratelli Sanguinazzi, un convento per i frati minori ed una chiesa che venne dedicata alla Madonna delle Grazie. La bella tavola che, come vuole la tradizione, fu all'origine della costruzione del Santuario, è tuttora l'opera più preziosa in esso conservata. La Vergine col Bambino, che si staglia su uno sfondo naturalistico è stata infatti attribuita da autorevoli critici alla mano del pittore veneziano Giovanni Bellini e datata intorno al 1478. Un altro evento prodigioso è collegato a questa Madonna ed è narrato in due tele seicentesche: la liberazione di Piove di Sacco dalla peste del 1631. Poiché l'epidemia dilagava, per porre freno al flagello, il Consiglio della Comunità piovese deliberò - nella prima tela, “Istituzione della festa del Voto”, vediamo i rappresentanti cittadini riuniti in Consiglio - che Podestà, Sindaco, Deputati e tutto il Consiglio dovessero recarsi in processione al Santuario delle Grazie. La seconda tela invece documenta la processione votiva che da allora, come era stato deliberato, si ripete puntualmente ogni anno. La visita si conclude nel chiostro, unico elemento architettonico in parte sopravvissuto alla distruzione del convento, avvenuta sotto la Serenissima nel 1775, dopo che questo era passato nel 1769 sotto la custodia della fraternita della Madonna della Salute.

#### Chiesetta di San Nicolò

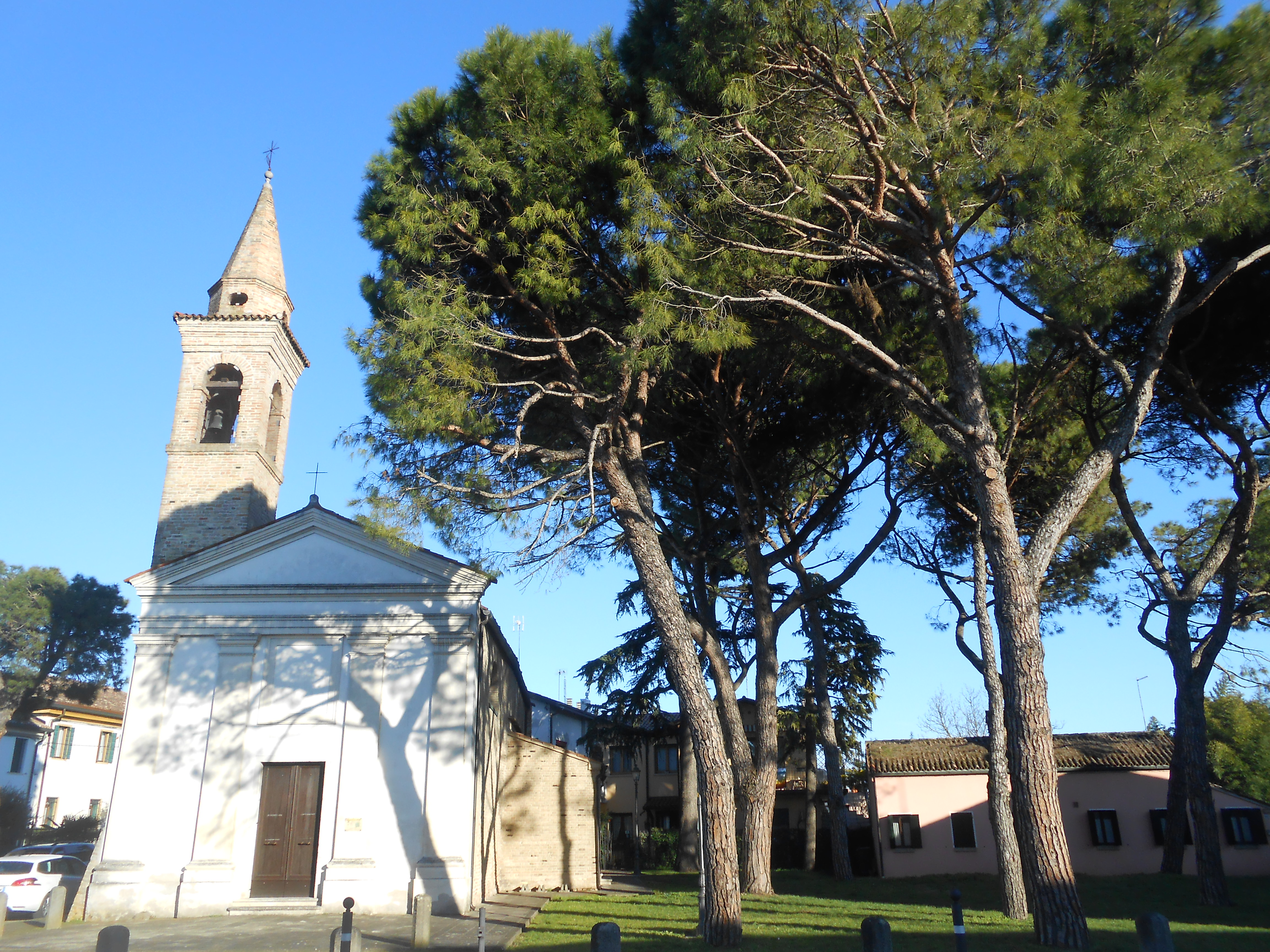
Chiesetta di San Nicolò

I restauri della chiesa, conclusi nell'ottobre 1993, sono stati l'occasione per studiare la storia e le opere pittoriche che l'edificio custodisce. Dal punto di vista architettonico è interessante il notevole spessore delle mura (50 cm) che sono prive di fondamenta e costruite oltre che con mattoni, con ciottoli e materiali di recupero da cui deriva l'andamento ineguale delle pareti, che si può ben notare sulla parete esterna di sinistra. La scelta un po' singolare dei materiali e la rozzezza della muratura è ben giustificata dalla storia della fondazione della Chiesa di San Nicolò ad opera dei barcaioli e pescatori (San Nicola è il patrono di coloro che vanno per mare) di Piove di Sacco in seguito al passaggio della loro precedente chiesa, l'attuale Santa Maria dei Penitenti, alle dipendenze del Duomo.
Secondo quanto riportato da una lapide del 1899 la chiesa era già esistente nel 1165 (Constat Existere ab ano 1165). L'esterno si presenta oggi in pietre faccia a vista, ad esclusione della facciata che è intonacata e rifinita a marmorino, con pilastri e timpano e può essere datata al XVI secolo. L'interno, riportato all'aspetto medievale dai restauri condotti nel corso degli anni Cinquanta - Sessanta, ha pianta a sala terminante in un'abside semicircolare e tetto a capanna. Si tratta di una struttura estremamente lineare decorata da affreschi ed in alcuni tratti addirittura da più strati pittorici sovrapposti, di cui si è conservata soprattutto la parte che decora l'abside e la muratura circostante, mentre per il resto non è rimasto qua e là che qualche lacerto. Il nucleo più consistente degli affreschi nonché la parete di controfacciata risale al XIV secolo e fu realizzata in momenti differenti e ad opera di maestranze diverse, mentre la sensazione di unitarietà è da attribuirsi alla uniformità della cornice. La critica non è ancora unanime nell'attribuzione: sono state identificate tendenze giottesco - riminesi, l'intervento di un seguace di Paolo da Venezi, e la mano del Maestro del coro degli Scrovegni. Recentemente, i quattro Apostoli ancora rimasti e le figure del Cristo Pantocrator nella mandorla e nella Vergine e San Giovanni che completano la decorazione del catino absidale, sono stati attribuiti ad un possibile intervento giovanile del pittore trecentesco di formazione giottesca Guariento di Arpo. Alla stessa mano, ma ad un periodo successivo (1350 - 1360) sarebbe da attribuire la Figura di Santo della controfacciata.

### Architetture civili

#### Palazzo Jappelli

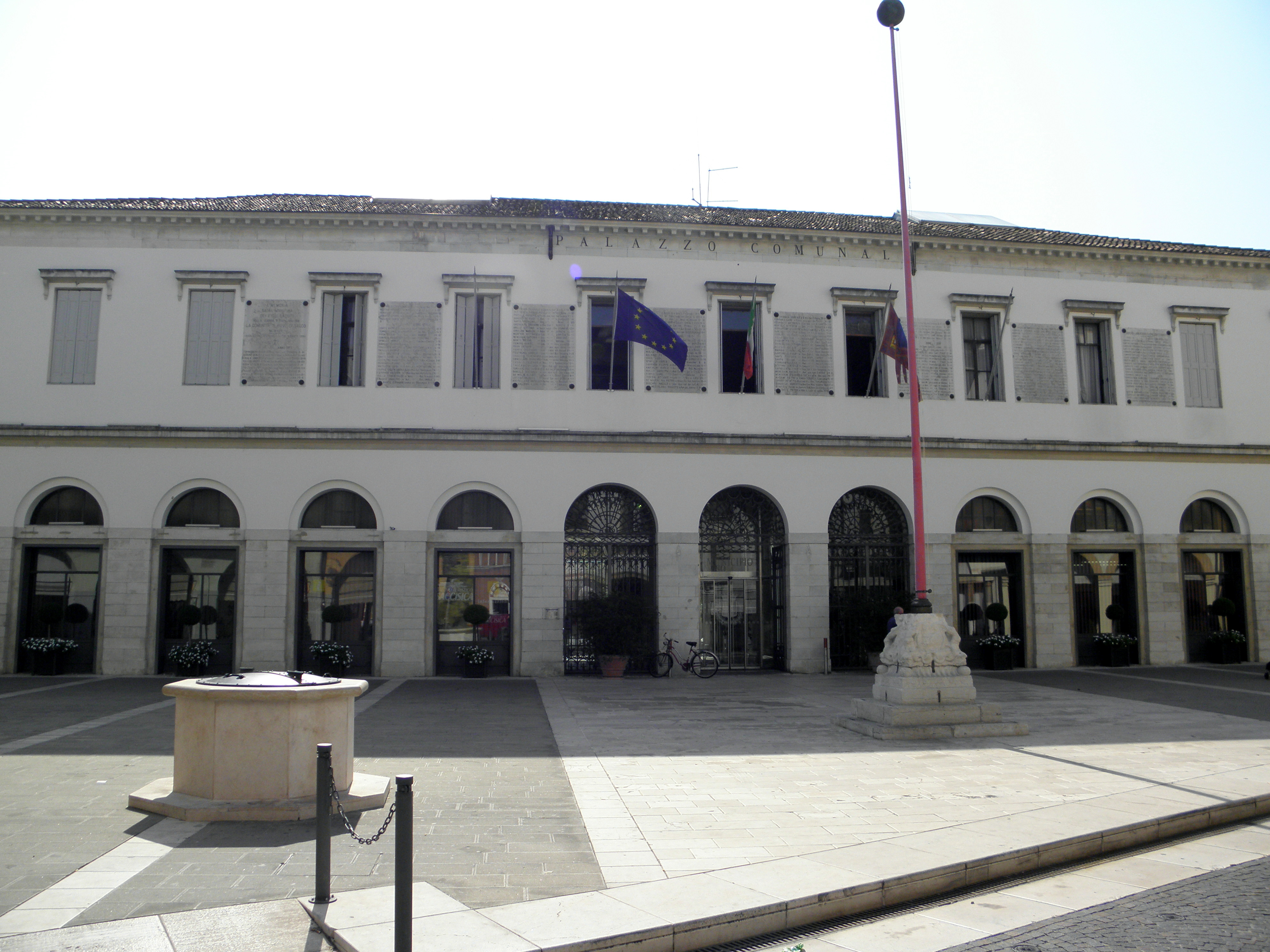
Facciata di Palazzo Jappelli

L'edificio, Sede Municipale, fu costruito tra il 1821 e il 1823 su progetto dell'architetto Giuseppe Jappelli (Venezia 1783 – 1852), al posto del giallo Palazzo Pubblico di origine Carrarese. Originariamente l'edificio municipale ospitava oltre alla Prefettura, alla Cancelleria Censuaria, al Corpo di Guardia, anche ben dieci negozi, alcuni magazzini, e le carceri. Nel catasto austriaco l'immobile viene così descritto: “porzione di casa civile con botteghe; porzione di casa civile al primo piano, al piano superiore uffici della Deputazione Comunale”.
Attualmente lo stabile è totalmente occupato dagli uffici comunali. Nell'aiuola di fronte al Municipio è posto un piedistallo porta bandiera in pietra d'Istria sul quale sono ancora leggibili la data, 1591, lo stemma piovese con il San Martino e lo stemma del podestà Pandolfo Malatesta. Il prospetto principale è fortemente cadenzato dai fori delle finestre e dalle arcate al pianterreno. L'elegante atrio è costituito da un salone passante con colonne che riprendono il ritmo di facciata. Salendo lo scalone a destra si raggiunge il piano nobile dove sono gli ambienti di rappresentanza: la Sala della Magnifica Comunità o Sala del Consiglio, la Sala dei Melograni e l'ufficio del Segretario Generale. Nella Sala del Consiglio è possibile ammirare un Crocifisso ligneo trecentesco rinvenuto nella torre civica, un bassorilievo in pietra raffigurante San Martino e il povero (stemma del Comune), alcuni ritratti opera del pittore Giuseppe Mastellaro, altre opere del padovano Leo Borghi, un plastico che rappresenta una ricostruzione, in chiave artistica, della Piove medievale, realizzato dall'artista piovese Mario Salmaso, ed infine alcune tele realizzate in epoca recente.

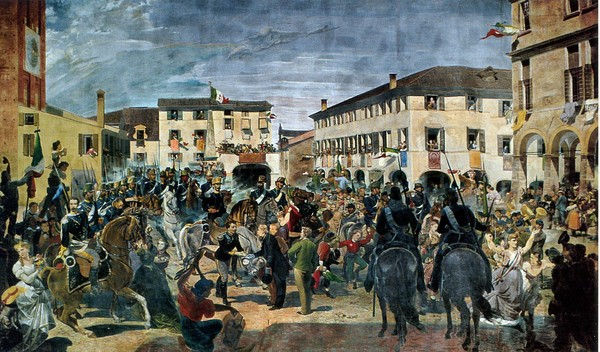
Alessio Valerio - Sipario del Teatro di Piove di Sacco

Nell'attigua Sala Melograni (sede dell'Ufficio del Sindaco e della Giunta) un'intera parete è occupata dalla grande tela che costituiva il sipario del Teatro Filarmonico dov'è rappresentato l'Ingresso delle truppe italiane in Piove di Sacco; si tratta dell'unica opera di grandi dimensioni realizzata dal pittore Alessio Valerio (Piove di Sacco 1831– Padova 1922). Le pareti sono arricchite da una serie di ritratti, realizzati a matita o pastello su carta, opera di un altro insigne pittore locale ottocentesco, Oreste Da Molin (Piove di Sacco 1856 - Padova 1921), al quale appartengono anche alcune tele e disegni situati nell'ufficio del Segretario Generale. In quest'ultimo ambiente meritano anche di essere segnalati i tre quadretti che riproducono le tre torri, oggi distrutte, che costituivano le porte d'accesso alla città medievale. Infine, opere del pittore Giovanni Soranzo sono ospitate nell'ufficio degli Assessori.

#### Teatro Filarmonico Comunale
L'edificio si affaccia sul lato in cui via Cardano confluisce in via Roma, consiste in una graziosa costruzione, dipinta di rosa e decorata con stucchi e specchiature in marmorino e in pietra tenera. Nel 1861 fu costituita, con il preciso obiettivo di erigere una sala teatrale, una Società denominata appunto Del teatro Filarmonico, che già nel 1862 aveva dato il via ai lavori, probabilmente affidando la progettazione all'ingegner Giuliano Facchineti; la facciata invece, almeno per i particolari decorativi, si può ritenere opera di Giovanni Battisti Tessari (primo Maestro della «Scuola Pratica di disegno per artigiani» sorta a Piove di Sacco nel 1852). L'interno del teatro, caldo e raccolto, ha un bel soffitto decorato da Giuseppe Ponga (1892) raffigurante un cielo che accoglie le muse della musica e alcuni putti con cartigli recanti i nomi di noti compositori quali Verdi, Rossini e Puccini. Sopra il boccascena una decorazione a stucchi racchiudeva il ritratto del primo sindaco della Piove italiana, Enrico Breda; l'originale, opera del pittore Oreste Da Molin, purtroppo disperso, è stato sostituito da una reinterpretazione in chiave moderna della pittrice Gabrie Pittarello. Un ulteriore elemento decorativo è costituito dalla balaustra del loggione rivestita da un pannello dipinto su supporto cartaceo. La sala teatrale, che si articola in platea e loggia sostenuta da esili ed eleganti colonnine in ghisa decorata, ha un palcoscenico piuttosto spazioso ed è affiancata da una sala di attesa, mentre i camerini per gli artisti, costruiti in un secondo momento, si trovano al piano superiore.

#### Villa Gradenigo

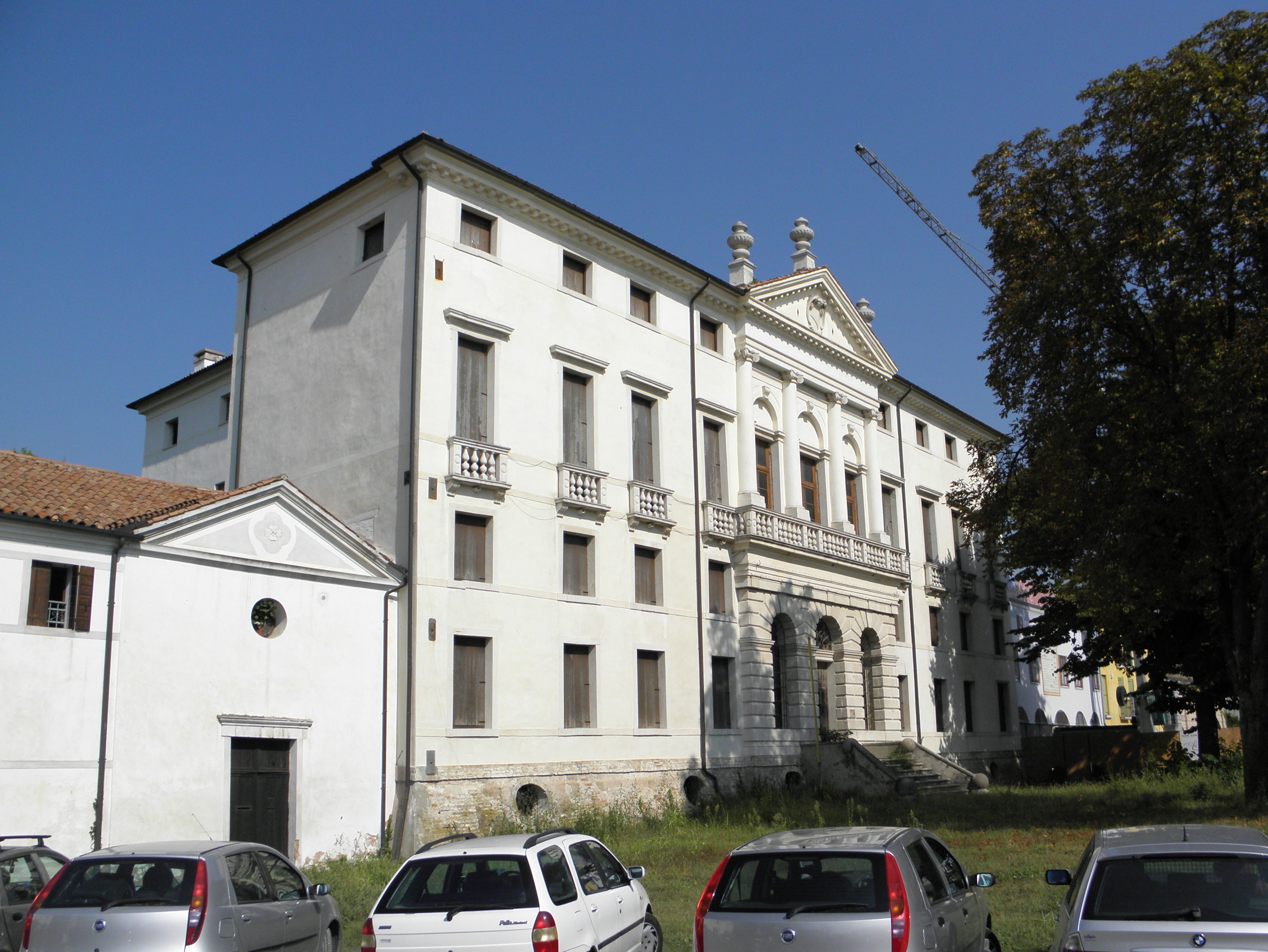
Facciata di Palazzo Gradenigo

Comunemente indicato come "Palazzo", il complesso di Villa Gradenigo rientra a pieno titolo tra le ville venete. Il complesso monumentale attuale è composto dall'edificio residenziale, dalle barchesse e dall'oratorio, già documentato dal 1675 e dedicato a San Francesco di Sales, ma ricostruito nella forma attuale nel 1788, mentre la barchessa che lo collega al palazzo risale al 1758.
 
Il palazzo residenziale, con i suoi cinque piani, costituisce senza dubbio, a Piove di Sacco, l'edificio di abitazione più imponente tra quelli di rilievo storico-artistico. Il seminterrato occupa solo la metà della pianta ed era destinato alle cantine; sul lato verso il giardino troviamo invece il piano terra sede della cucina, dove è ancora conservato il focolare.
 
Con le scalinate esterne si accede al salone passante del piano rialzato. Le pareti ed il soffitto sono interamente affrescati con finte architetture e arditi sfondamenti prospettici. Dai due ampi vani laterali, anch'essi riccamente decorati a monocromo, due scaloni speculari conducono direttamente al piano nobile. Qui si apre spazioso e fastoso il salone delle feste illuminato dalla trifora centrale. Anche questo ambiente è interamente decorato da affreschi seicenteschi, interrotti sui lati minori da loggette riservate all'orchestra.
 
Tra i due piani di rappresentanza si inserisce nelle ali laterali il mezzanino; all'ultimo piano erano collocate le stanze della servitù domestica, infine, questo imponente edificio si conclude con il sottotetto con travi a vista, che costituisce la parte centrale con il timpano in facciata. Nel piano nobile la distribuzione rispetta l'andamento simmetrico tipico del palazzo veneziano e decorazioni a stucco e ad affresco arricchiscono anche le sale laterali.
 
Uno sguardo attento merita indubbiamente la facciata principale, post-palladiana. Sullo zoccolo di base si aprono finestre ovoidali; nella parte centrale dell'edificio la decorazione mette in risalto lo spazio occupato dai saloni passanti: al piano rialzato un massiccio bugnato, al piano nobile la bella trifora di colonne con capitelli ionici, il tutto coronato da un timpano recante lo stemma dei committenti veneziani, la nobile famiglia veneziana dei Gradenigo.

#### Ville e Palazzi Storici
- Palazzo del Monte di Pietà: la costruzione risale al 1491 periodo in cui i patrizi veneziani costruiscono numerosi edifici secondo la tipologia del “palazzo veneziano”. Oggi l'edificio è adibito ad uffici ed abitazione ed è caratterizzato da un portico ad arcate e volte a crociera e marcapiani in pietra. Sopra al marcapiano della facciata principale vi è un bassorilievo rappresentante La Pietà, mentre una delle lunette del portico è affrescata con una raffigurazione di San Francesco nella Piazza di Piove, opera del Bolzonelia.
- Palazzo Barbaro Lorenzoni: tipico esempio di elegante abitazione, realizzato intorno alla metà del Cinquecento, forse su progetto del Sansovino. L'interno del palazzo è ben conservato: il salone centrale ha la copertura con travi a vista, nel seminterrato ci sono tre locali coperti da un'ampia volta a botte in cotto destinati a servizi e cantine. Al piano nobile, dove si trova un loggiato a cinque archi con colonne esterne, si accede dal giardino attraverso una scala a doppia rampa.
- Palazzetto Sartori: edificio porticato, presenta una facciata con trifora centrale ad archi a tutto sesto.
- Palazzo Bertani Doardo: è interessante per lo stile imponente della facciata ricca di elementi decorativi; esempio di casa con il portico decorato a bugnato con pilastri ai lati esterni e una coppia di colonnine binate al centro.
- Palazzo Pinato Valeri: è di difficile datazione visti i numerosi restauri e i diversi materiali utilizzati. Tuttavia un documento del 1726 parla di questo edificio come costruzione ad un unico piano finestrato, oltre al piano terreno porticato.
- Casa Vallini Corazza: commissionata dai nobili veneziani Morosini, risale al XVI secolo, anche se la facciata presenta alcuni elementi decorativi del XVII secolo. Accedendo al portico, ci si trova nell'atrio, pavimentato in blocchi di trachite. Tra il piano terra e il piano nobile, caratterizzato dal salone, si trova il mezzanino. La struttura originaria è ancora riconoscibile e si può ammirare la pavimentazione costituita dalla “palladiana”.
- Palazzo Badoer Sommer: appartenuto alla famiglia veneziana Badoer, risale al '600. Presenta una tacciata lineare sorretta da tre archi con la trifora al piano nobile; interessante il cornicione dentellato.
- Villa Rosso: risale al XVII secolo, in gran parte ha conservato la struttura originale, caratterizzata da un seminterrato per i servizi e dal piano nobile rialzato; è ancora riconoscibile la cinta muraria che delimita orto e brolo. Per un certo periodo è appartenuta alla famiglia veneziana dei Priuli.
- Villa Priuli: costruita tra il XVI e XVII secolo, costituisce il corpo centrale del complesso architettonico a cui appartengono anche due barchesse, un oratorio ed un'esedra di epoche diverse.

#### I Casoni
Assume grande importanza, dal punto di vista storico ed architettonico, la tipologia abitativa del casone, che si diffonde tra il Cinquecento ed il Seicento, quando i latifondisti permettono ai braccianti di stabilirsi ai margini delle loro proprietà, in prossimità di canali e ﬁumi. Queste abitazioni modeste, a pianta quadrata o rettangolare, con ﬁnestre piccole, vengono costruite con materiali locali quali paglia e canne palustri per il tetto, tronchi di robinia per le travi, argilla per i mattoni. Oggi a Piove di Sacco ne rimangono due esempi ovvero il Casone Rosso di Corte in via Fiumicello ed il Casone Ramei in via Ramei; altri due si trovano a Vallonga di Arzergrande.
- Casone Rosso di Corte: fu abitato ﬁno agli inizi del 1990; nel 1993 subì un incendio. Oggi è visitabile essendo stato ristrutturato ed è una testimonianza preziosa della cultura abitativa rurale della Saccisica, essendo stato ristrutturato nel rispetto delle caratteristiche peculiari della tipologia originaria, sia dal punto di vista tecnico sia dal punto di vista dei materiali.
- Casone di Via Ramei: abitato ﬁno alla ﬁne degli anni settanta, periodo al quale risale l'acquisto da parte dell'Amministrazione Comunale. La pianta del casone è costituita da: cucina, stalla, ofﬁcina, camera da letto, una stanza per i lavori al telaio; gli arredi sono originali e costituiscono la memoria della vita rurale di un tempo. L'ediﬁcio ristrutturato è sede del Museo della cultura contadina.

#### Stamperia Ebraica

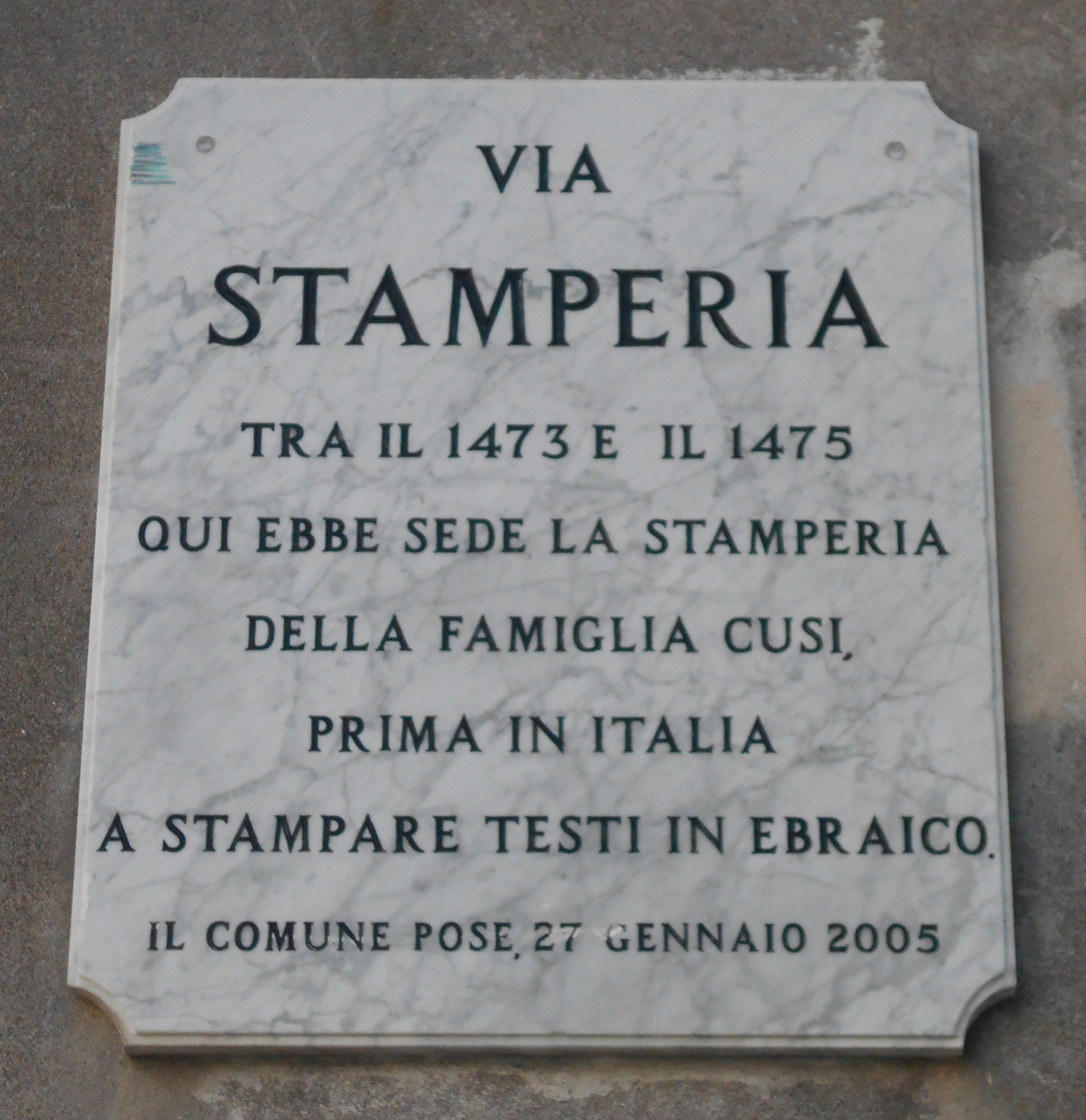
via Stamperia, Piove di Sacco

A fine del 1400, Piove di Sacco ospitò una tra le prime tipografie ebraiche, assieme a quella di Soncino dove venne stampata la prima Bibbia in lingua ebraica.

Nella tipografia di Piove di Sacco, il rabbino Meshullam Cusì stampò un'edizione dell’Arba'ah Turim di Jacob ben Asher, opera completata dai figli, considerata per fama e rarità il più prezioso libro ebraico a stampa.

## Società

### Evoluzione demografica
Abitanti censiti

### Etnie e minoranze straniere
Gli stranieri residenti a Piove di Sacco al 31 dicembre 2015 sono 2 230 e rappresentano l'11,31% della popolazione residente. Di seguito sono riportati i gruppi più consistenti:
1. Marocco, 559
2. Romania, 509
3. Cina, 482
4. Moldavia, 209
5. Albania, 207
6. Nigeria, 34
7. Ucraina, 31

## Istruzione

### Istituti Comprensivi
Piove di Sacco ha due istituti comprensivi in cui si dividono le scuole della città: l'istituto comprensivo 1 e l'istituto comprensivo 2, il quale possiede anche le scuole di Pontelongo

### Scuola primaria
A Piove di Sacco ci sono 6 scuole primarie: la scuola privata "Santa Capitanio" e le scuole pubbliche: "Umberto I" e "Boschetti Alberti" (nel centro città), "Zanella" (nella frazione di Corte), "Dante Alighieri" (nel quartiere di Sant'Anna) e "Guglielmo Marconi" (nella frazione di Arzerello).

### Scuola secondaria di primo grado
Piove di Sacco ospita tre scuole secondarie di primo grado, tutte e tre pubbliche: "Enrico Caterino Davila" (nel centro città), "Regina Margherita" (dal 2018 nel quartiere Sant'Anna) e "Jacopo da Corte" (nella frazione di Corte).

### Scuola secondaria di secondo grado
Piove di Sacco ospita anche varie scuole superiori che si dividono in due plessi totali: "Albert Einstein", in cui troviamo un indirizzo di Istituto Tecnico Industriale (articolazioni informatica ed elettronica) e vari indirizzi di Liceo (scientifico tradizionale e scienze applicate, classico, scienze umane e linguistico); e il plesso "Enrico De Nicola" che ha due indirizzi: uno di Istituto Tecnico Commerciale (articolazioni: amministrazioni, finanza e marketing; sistemi informativi aziendali) e uno di istituto professionale con articolazione agraria. Presente anche un Istituto Professionale ENAIP.

## Infrastrutture e trasporti

### Strade
Piove di Sacco è attraversata dalla strada statale 516 Piovese che collega Padova con la costa Adriatica e dalla strada statale 516 dir dei Vivai, diramazione della SS 516. La SR 516 che collega Padova con la città di Adria. Di interesse più locale, la Strada provinciale 4d collega Piove di Sacco con Brugine, la Strada provinciale 53 con Campagna Lupia.

### Ferrovie
La Stazione di Piove di Sacco è posta sulla ferrovia Adria-Mestre ed è servita dalle corse regionali svolte da Sistemi Territoriali nell'ambito del contratto di servizio stipulato con la Regione del Veneto.
Dal 1890 al 1951 la città rappresentò il capolinea orientale della tranvia Padova-Piove di Sacco delle Guidovie Centrali Venete (gruppo Società Veneta), che nel 1913 fu elettrificata e prolungata fino all'allora nuova stazione di Piove di Sacco, i cui primi due binari erano dedicati alla tranvia.

### Mobilità urbana
I trasporti urbani e interurbani di Piove di Sacco vengono svolti con autoservizi di linea gestiti da Busitalia-Sita Nord e ACTV. Si possono raggiungere le città di Padova, Venezia, Chioggia, Adria con le relative fermate intermedie per esempio Legnaro in direzione Padova, Dolo in direzione Venezia e Cavarzere in direzione di Adria.

## Amministrazione

### Sindaci dal 1946
| Nominativo                                           | Nominativo                                        | Partito / Coalizione                              | Periodo                                           | Elezione                                          |
| Sindaci eletti dal Consiglio comunale (1946-1995)    | Sindaci eletti dal Consiglio comunale (1946-1995) | Sindaci eletti dal Consiglio comunale (1946-1995) | Sindaci eletti dal Consiglio comunale (1946-1995) | Sindaci eletti dal Consiglio comunale (1946-1995) |
| ---------------------------------------------------- | ------------------------------------------------- | ------------------------------------------------- | ------------------------------------------------- | ------------------------------------------------- |
|                                                      | Giovanni Buia                                     | Democrazia Cristiana                              | 1946-1951                                         | 1946                                              |
|                                                      | Leone Zago                                        | Democrazia Cristiana                              | 1951-1956                                         | 1951                                              |
|                                                      | Mario Cappellari                                  | Democrazia Cristiana                              | 1956-1957                                         | 1956                                              |
|                                                      | Natale Stoppa                                     | Democrazia Cristiana                              | 1957                                              | (1956)                                            |
|                                                      | Leone Carraro                                     | Democrazia Cristiana                              | 1957-1970                                         | (1956)                                            |
| 1960                                                 | Leone Carraro                                     | Democrazia Cristiana                              | 1957-1970                                         |                                                   |
| 1964                                                 | Leone Carraro                                     | Democrazia Cristiana                              | 1957-1970                                         |                                                   |
|                                                      | Pierantonio Ranzato                               | Democrazia Cristiana                              | 1970-1975                                         | 1970                                              |
|                                                      | Antonietta Dan                                    | Democrazia Cristiana                              | 1975-1978                                         | 1975                                              |
|                                                      | Bruno Luciano Sanavia                             | Democrazia Cristiana                              | 1978-1985                                         | (1975)                                            |
| 1980                                                 | Bruno Luciano Sanavia                             | Democrazia Cristiana                              | 1978-1985                                         |                                                   |
|                                                      | Antonio Mongiat                                   | Democrazia Cristiana                              | 1985-1990                                         | 1985                                              |
|                                                      | Francesco Boran                                   | Democrazia Cristiana                              | 1990-1995                                         | 1990                                              |
| Sindaci eletti direttamente dai cittadini (dal 1995) |                                                   |                                                   |                                                   |                                                   |
|                                                      | Lino Conte                                        | Grande coalizione                                 | 1995-1999                                         | 1995                                              |
|                                                      | Carlo Valerio                                     | Centro-destra                                     | 1999-2004                                         | 1999                                              |
|                                                      | Mario Crosta                                      | Centro-sinistra                                   | 2004-2009                                         | 2004                                              |
|                                                      | Alessandro Marcolin                               | Centro-destra                                     | 2009-2013                                         | 2009                                              |
|                                                      | Antonella Reina (Commiss. prefettizio)            | -                                                 | 2013                                              | -                                                 |
|                                                      | Davide Gianella                                   | Centro-sinistra                                   | 2013-2023                                         | 2013                                              |
| 2018                                                 | Davide Gianella                                   | Centro-sinistra                                   | 2013-2023                                         |                                                   |
|                                                      | Lucia Pizzo                                       | Centro-sinistra                                   | 2023-in carica                                    | 2023                                              |

### Gemellaggi
- Senden
- Kobierzyce
- Città della Speranza, Istituto di Ricerca Pediatrica

## Sport

### Calcio

#### Piovese
Fondata nel 1919, il 18 giugno 2006 ottiene la sua prima promozione in Serie D, militandovi però solo per una stagione. Attualmente milita in Eccellenza.

### Pallanuoto

#### A.S.D. Aquaria
Società di pallanuoto fondata nel 1997; iscritta al Campionato di Serie D, conquista la prima promozione in C nel 2002, dopo un'entusiasmante stagione vissuta da squadra rivelazione del Torneo con una età media inferiore a 18 anni. Dopo anni di retrocessioni e promozioni, alternando D e C, si presenta ai nastri di partenza della stagione 2014/2015 con una rosa ben strutturata e composta che può permettersi di ambire a grandi risultati; il 13 giugno 2015 ottiene la sua prima storica promozione in Serie B (pallanuoto maschile).

## Galleria d'immagini

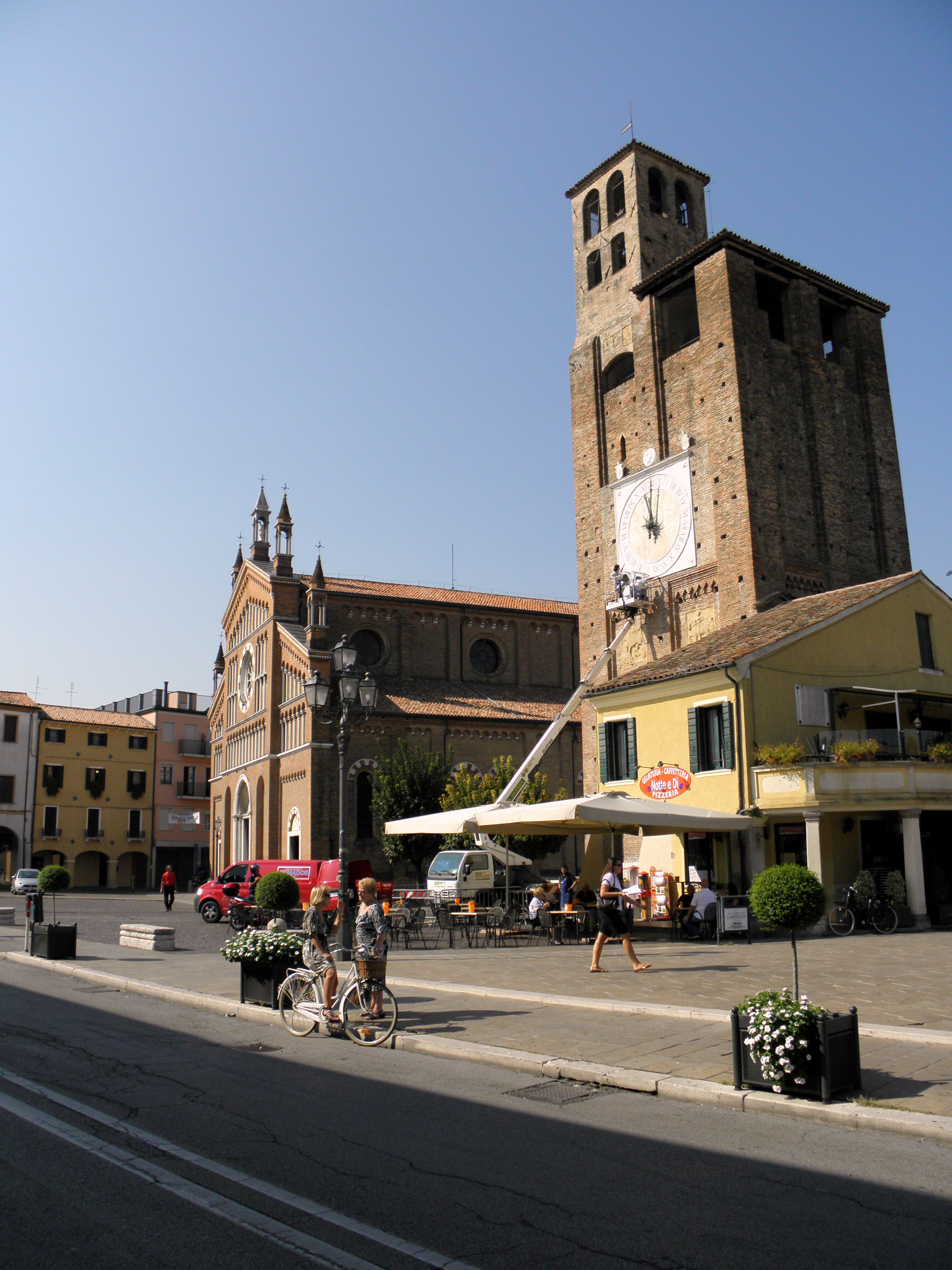
Duomo e Torre Carrarese
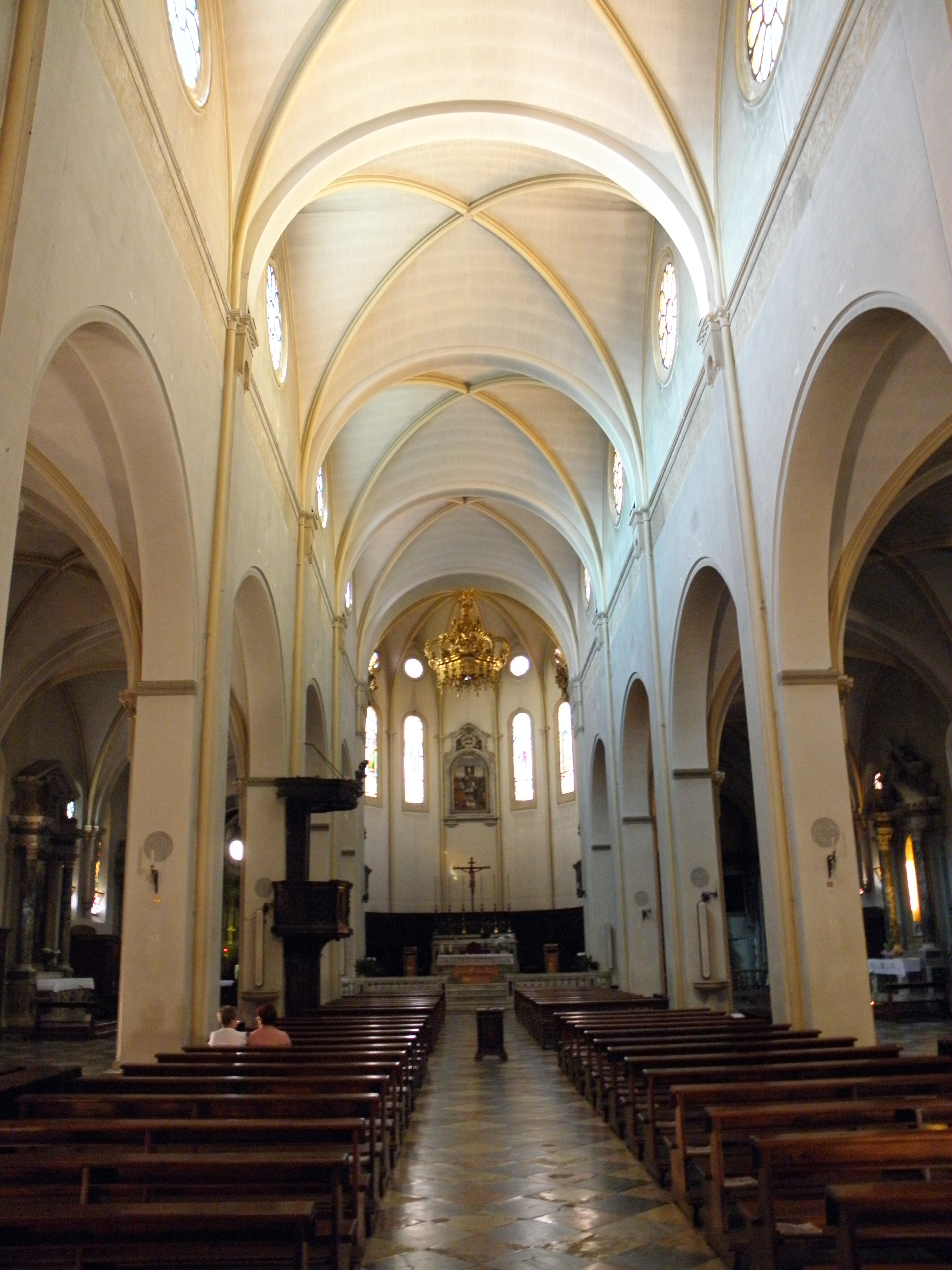
Navata centrale del Duomo
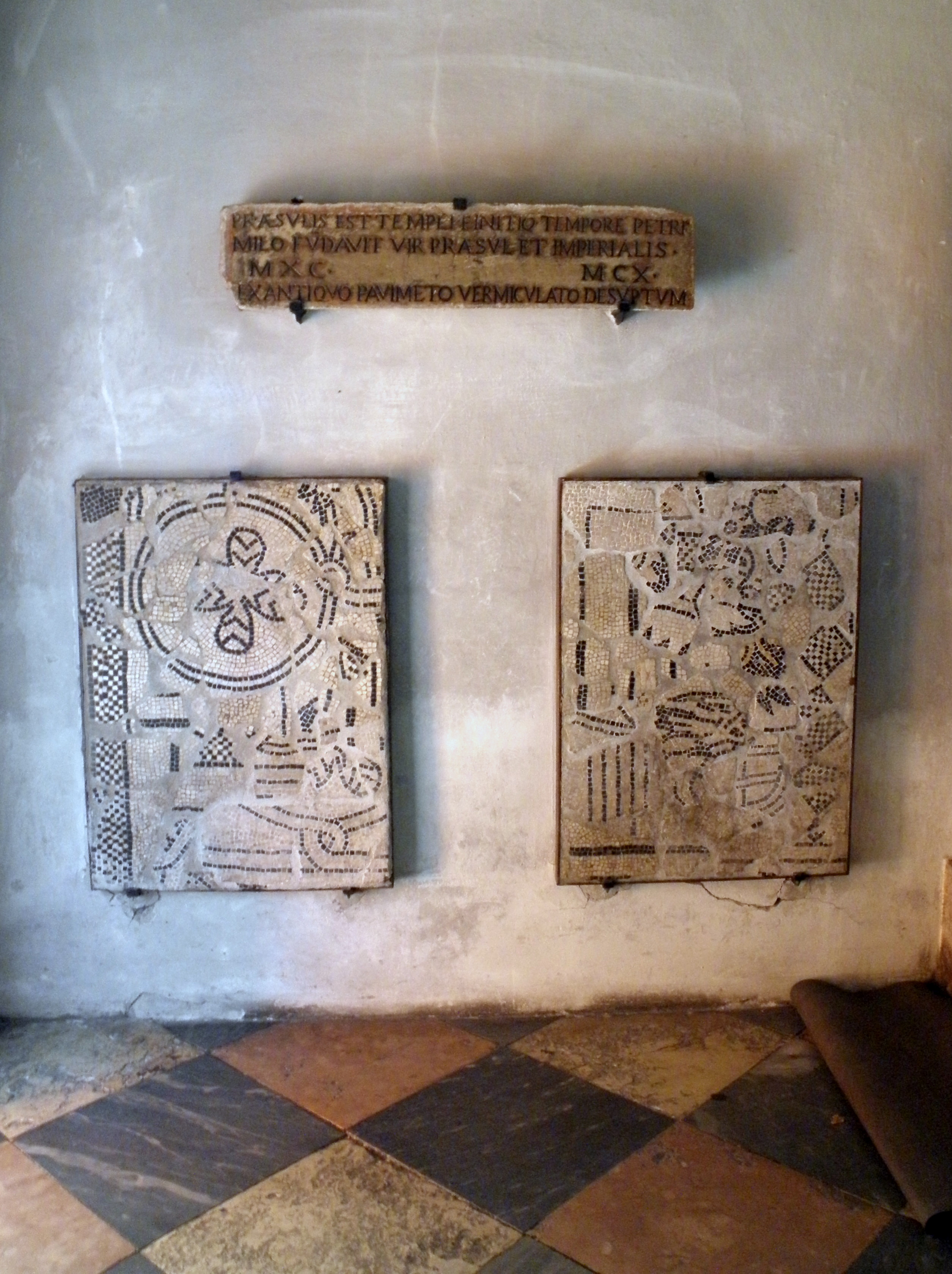
Lapidi murate - Ingresso di destra del Duomo
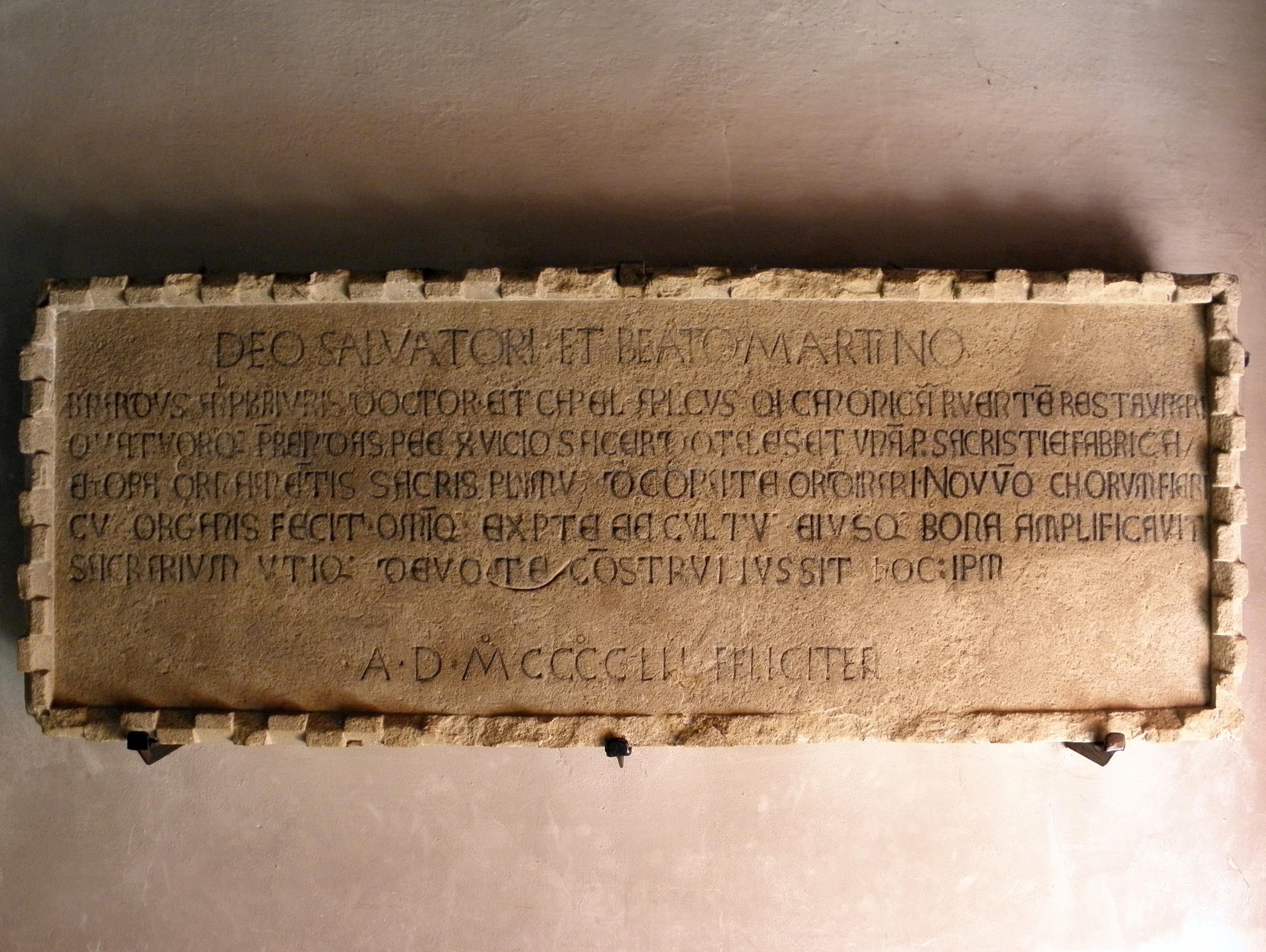
Lapidi murate - Ingresso di sinistra del Duomo
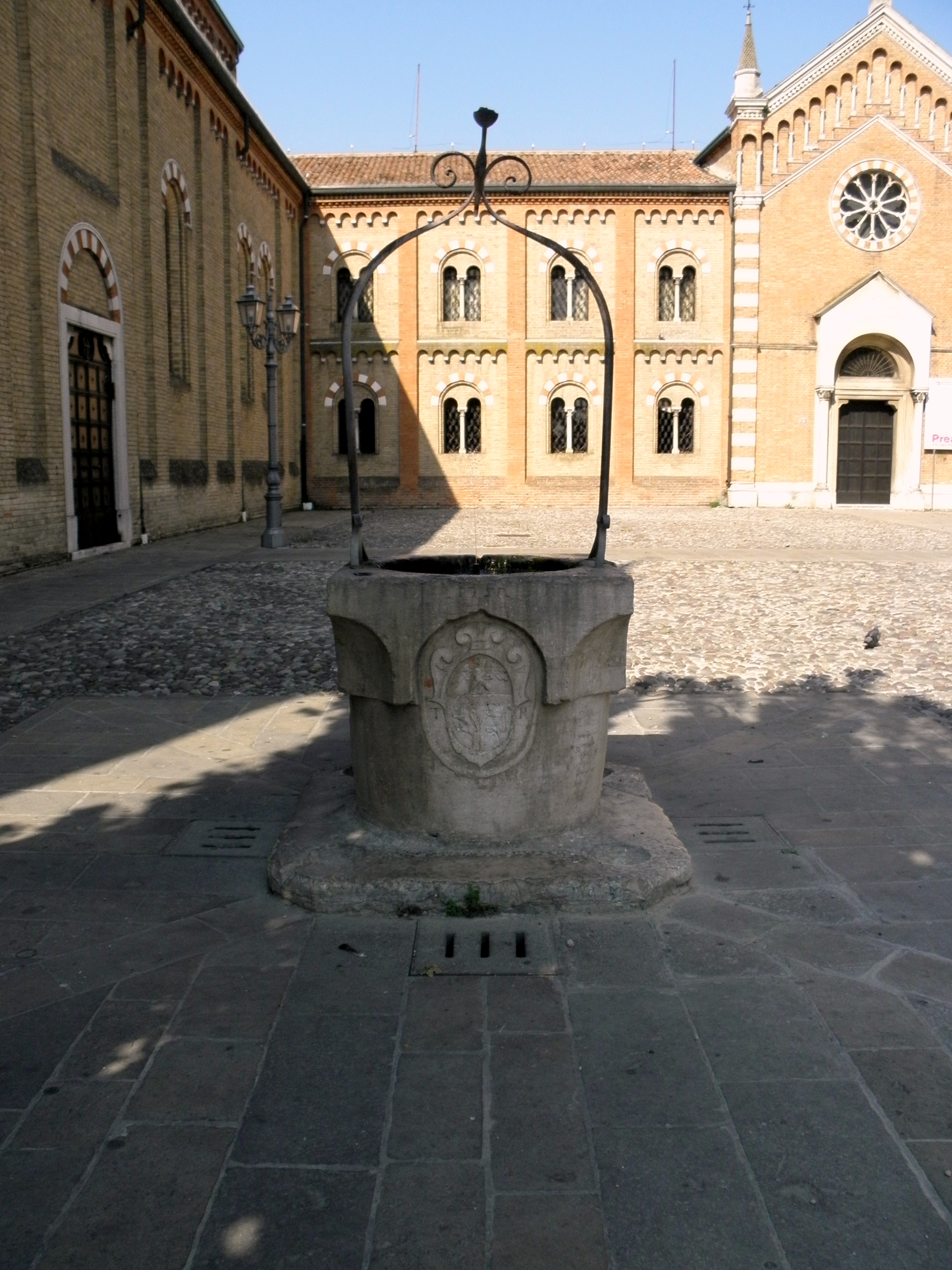
Vera da pozzo tra il lato destro del Duomo e la Torre Carrarese
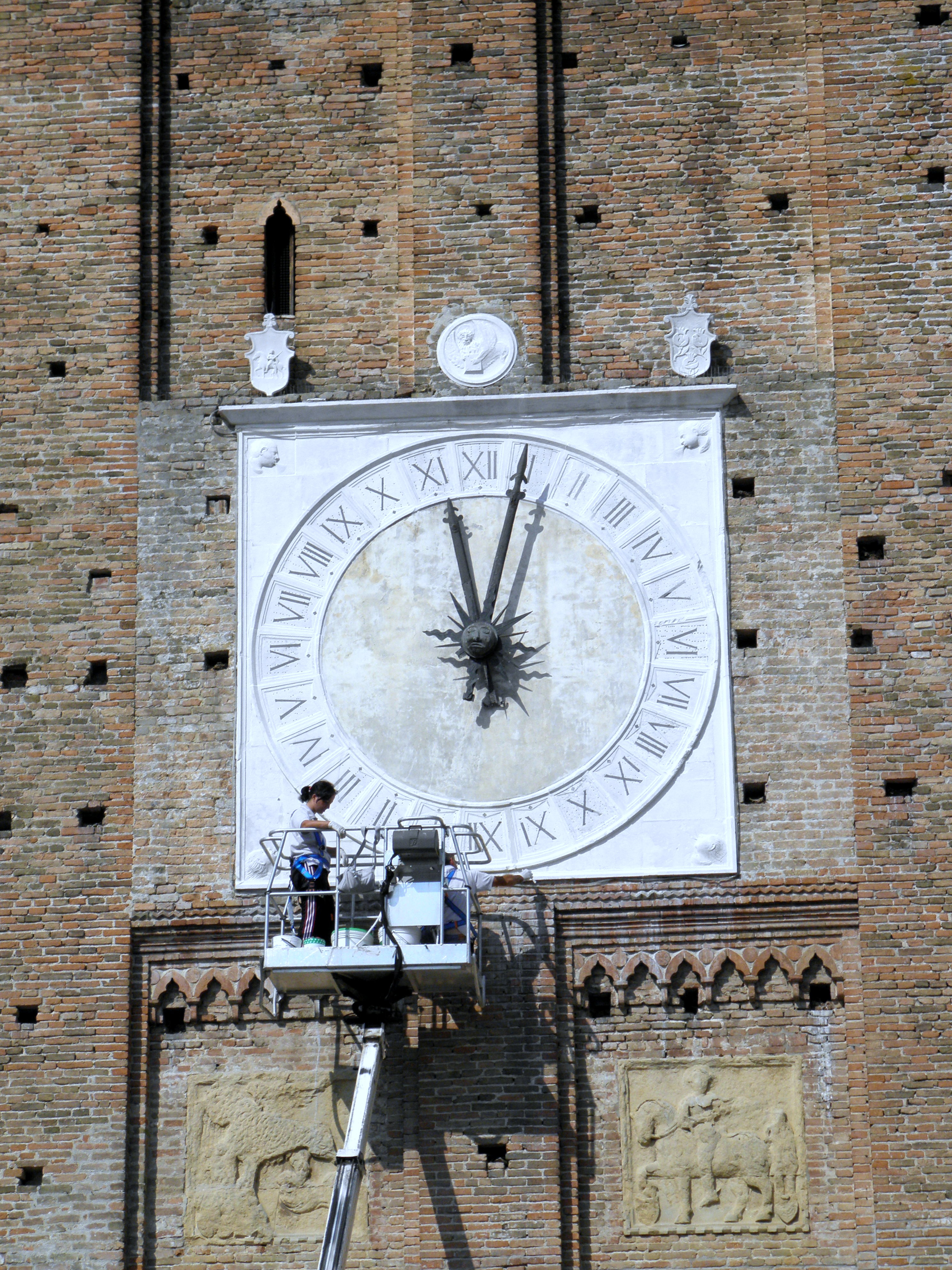
Torre Carrarese: L'orologio
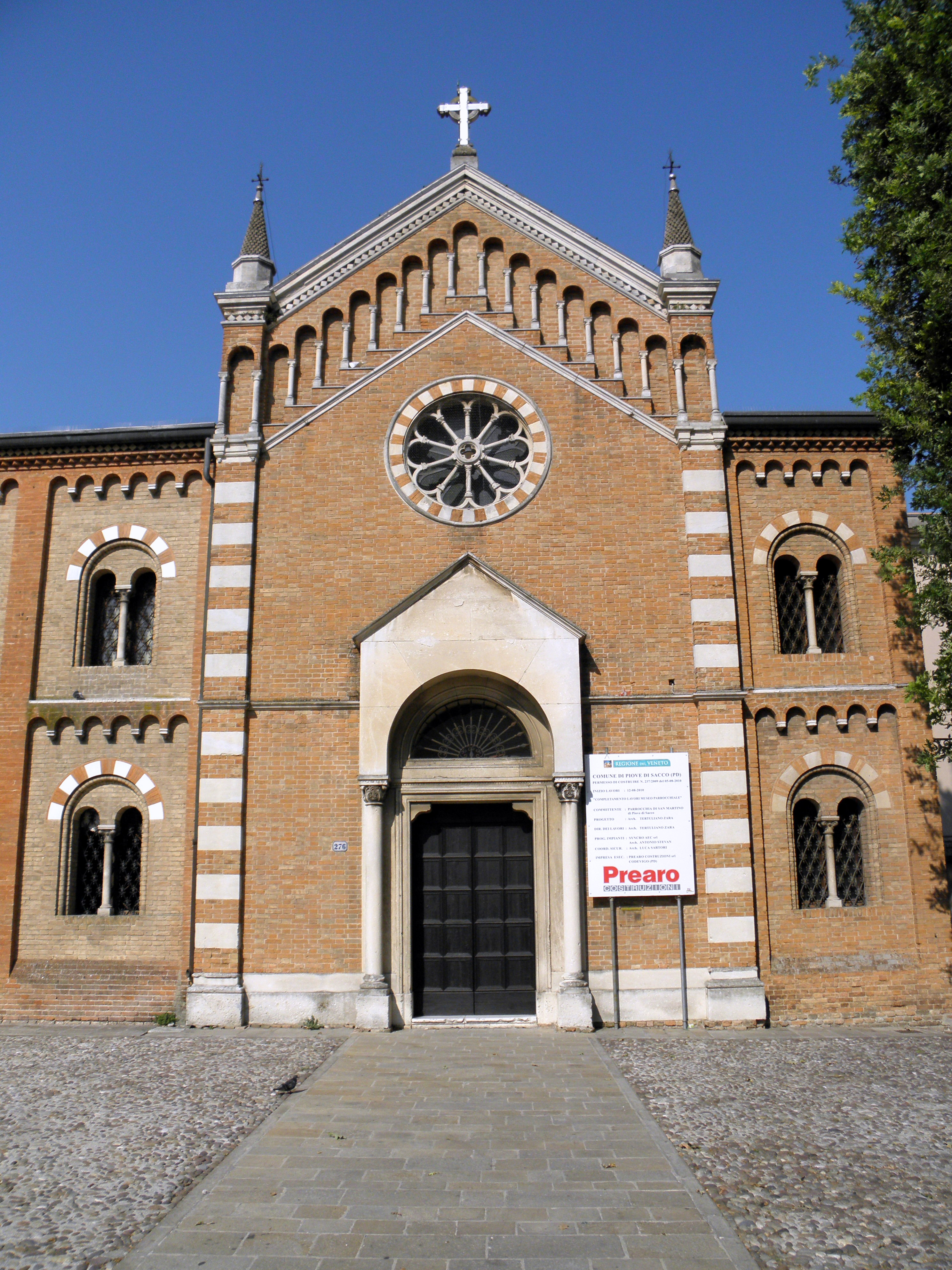
Chiesetta di Santa Maria dei Penitenti
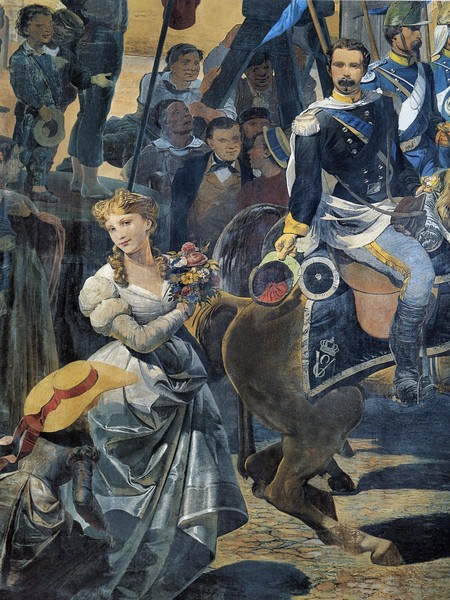
Dettaglio: Alessio Valerio - Sipario